# Margaret Campbell
Margaret Campbell (Saint Louis, 24 aprile 1883 – Los Angeles, 27 giugno 1939) è stata un'attrice statunitense.

## Filmografia parziale
- Please Get Married, regia di John Ince (1919
- The Notorious Miss Lisle, regia di James Young (1920)
- In the Heart of a Fool, regia di Allan Dwan (1920)
- Their Mutual Child, regia di George L. Cox (1920)
- Lying Lips, regia di John Griffith Wray (1921)
- The Girl in the Taxi, regia di Lloyd Ingraham (1921)
- Eden and Return, regia di William A. Seiter (1921)
- Top o' the Morning, regia di Edward Laemmle (1922)
- His Mystery Girl, regia di Robert F. Hill (1923)
- The Fast Worker, regia di William A. Seiter (1924)
- The Home Maker, regia di King Baggot (1925)
- Montecarlo (Monte Carlo), regia di Christy Cabanne (1926)
- The Better Man, regia di Scott R. Dunlap (1926)
- I figli del divorzio (Children of Divorce), regia di Frank Lloyd (1927)
- Wages of Conscience, regia di John Ince (1927)
- One Hysterical Night, regia di William James Craft (1929)
- Take the Heir, regia di Lloyd Ingraham (1930)